# Cory Blackwell
Cory Blackwell (Chicago, Illinois, 27 de marzo de 1963) es un exjugador de baloncesto estadounidense que jugó una temporada en la NBA, además de hacerlo en la liga francesa y en la liga finesa. Con 1,98 metros de estatura, lo hacía en la posición de escolta.

## Trayectoria deportiva

### Universidad
Jugó durante tres temporadas con los Badgers de la Universidad de Wisconsin-Madison, en las que promedió 16,9 puntos y 7,1 rebotes por partido, Consiguió dobles figuras durante 36 partidos consecutivos, siendo elegido en su última temporada en el mejor quinteto de la Big Ten Conference. En la actualidad es el úndécimo máximo anotador de la historia de su universidad.

### Profesional
Fue elegido en la vigésimo octava posición del Draft de la NBA de 1984 por Seattle SuperSonics, donde jugó una temporada, siendo uno de los últimos hombres del banquillo para su entrenador Lenny Wilkens, jugando menos de 10 minutos por partido, en los que promedió 3,4 puntos y 1,6 rebotes.
Tras su breve paso por la NBA, jugó una temporada con el Olympique Antibes de la liga francesa, antes de retirarse definitivamente.

## Estadísticas de su carrera en la NBA

### Temporada regular
| Temporada | Edad | Equipo              | Liga | P  | TIT | MIN | TC  | TCA | %TC  | 3P  | 3PA | %3P  | TL  | TLA | %TL  | R.OF. | R.DEF. | REB | ASIS | ROB | TAP | PER | FP  | PTS |
| 1984-85   | 21   | Seattle SuperSonics | NBA  | 60 | 0   | 9.2 | 1.5 | 4.0 | .367 | 0.0 | 0.0 | .000 | 0.5 | 0.9 | .509 | 0.7   | 0.9    | 1.6 | 0.4  | 0.4 | 0.1 | 0.7 | 0.9 | 3.4 |
| Total     |      |                     | NBA  | 60 | 0   | 9.2 | 1.5 | 4.0 | .367 | 0.0 | 0.0 | .000 | 0.5 | 0.9 | .509 | 0.7   | 0.9    | 1.6 | 0.4  | 0.4 | 0.1 | 0.7 | 0.9 | 3.4 |